# Jalil Zandi
Jalil Zandi (per. جلیل زندی) (Garmsar, Iran, 2. svibnja 1951. – Teheran, Iran, 1. travnja 2001.) je pokojni iranski vojni pilot i zračni as. Smatra se najuspješnijim pilotom mornaričkog lovca F-14 Tomcat koji je tijekom Iransko-iračkog rata uspio oboriti jedanaest neprijateljskih aviona. Time je ujedno postao i najuspješniji vojni pilot tijekom cijelog sukoba.

## Karijera
Zandi je pilotsku karijeru započeo tijekom vladavine šaha Mohammeda Reze Pahlavija u tadašnjim Imperijalnim iranskim zračnim snagama. Krajem 1970-ih u zemlji je izbila Islamska revolucija. To razdoblje je bilo opasno za pilote koji su služili monarhiji a htjeli su nastaviti vojnu karijeru u novoosnovanim Iranskim zračnim snagama. Tako su Jalil Zandi i njegov nadređeni, potpukovnik Abbas Babaei često znali dolaziti u sukobe. Sam Babaei bio je poznat kao nemilosrdan časnik prema prema pilotima i vojnom osoblju koje je smatrao nelojalnim novom režimu. Zbog toga je Zandi osuđen na deset godina zatvora. Tijekom boravka u zatvoru, prijetila mu je smrtna kazna. Međutim, na zahtjev tadašnjeg zapovjednika zračnih snaga i drugih vojnih pilota, Jalil Zandi je pušten nakon šest mjeseci.
Slavnim je postao tijekom Iransko-iračkog rata kao pilot lovca F-14 Tomcat. Tada je u zračnim borbama uspio oboriti jedanaest iračkih aviona što mu je donijelo titulu najuspješnijeg pilota u samom ratu kao i najuspješnijeg pilota F-14 ikada.  Među oborenim neprijateljskim zrakoplovima bila su četiri MiG-23, tri Mirage F1 te po dva MiG-21 i Su-22.
Posljednji posao koji je obavljao do pogibije 2001., bilo je mjesto zamjenika za planiranje i organizaciju unutar Iranskih zračnih snaga. Zajedno sa suprugom Zahrom Mohebshahedin poginuo je u automobilskoj nesreći pokraj Teherana.  Sahranjen je na groblju Behesht-e-Zahra koje se nalazi na jugu iranske metropole.
Jalil Zandi imao je tri sina: Vahida, Amira i Nadera.

## Vanjske poveznice
- Iranian Aces